# Carlos Ross
Carlos Esteban Ross Cotal (* 23. November 1990 in Copiapó) ist ein chilenischer Fußballspieler. Der Stürmer bestritt zwei Länderspiele für die chilenische Fußballnationalmannschaft.

## Karriere

### Verein
Carlos Ross debütierte 2009 mit 18 Jahren in der Primera División für Audax Italiano und wurde schnell als talentierter Spieler wahrgenommen. Im Jahr 2011 wechselte er leihweise zu Coquimbo Unido, wo er mit zwölf Toren bester Torschütze des Teams wurde. In der Saison 2012 spielte er kurzzeitig beim CD O’Higgins, bevor er 2013 erst zu Deportes Copiapó und anschließend zu Unión La Calera ging, wo er als Vorlagengeber glänzte. Im Jahr 2014 wagte er den Schritt ins Ausland und spielte für Husqvarna FF in Schweden. In den folgenden Jahren spielte er in verschiedenen Ländern, darunter für Hapoel Nazareth Illit in Israel und Gimnasia y Esgrima de Mendoza und die Boca Unidos in Argentinien. Ende 2017 unterschrieb er beim Platense FC in Honduras, hatte jedoch aufgrund gesundheitlicher Probleme eine schwere Zeit. Im Jahr 2018 wechselte er zum CD Cobresal, wo er eine starke Saison spielte, bevor er zu Al-Mujazzal in Saudi-Arabien ging und bester Torschütze des Teams wurde.
Im Jahr 2019 wechselte er nach Peru zu Sport Huancayo, wo er sowohl in der Liga als auch in der Copa Sudamericana erfolgreich war. Nach einem kurzen Aufenthalt beim CD Cobreloa 2020 bis 2021 kehrte er 2022 erneut zu Sport Huancayo zurück und hatte eine herausragende Saison, die in der Qualifikation zur Copa Libertadores 2023 gipfelte. Im Jahr 2023 war er wieder der beste Vorlagengeber seines Teams und half, die Qualifikation zur Copa Sudamericana 2024 zu erreichen. Zur Saison 2025 kehrte er in seinen Geburtsort zu Deportes Copiapó zurück.

### Nationalmannschaft
Im März 2010 debütierte Ross in der A-Nationalmannschaft beim Freundschaftsspiel gegen Venezuela, als er in der 80. Spielminute für Ronald González eingewechselt wurde. Zwei Monate später bestritt er beim Freundschaftsspiel gegen Nordirland sein zweites und letztes Länderspiel der La Roja.
Zuvor hatte er bereits in Jugendnationalmannschaften gespielt und an Trainingslagern der Nationalmannschaft teilgenommen.